# Cascata bioquímica
Uma cascata bioquímica é uma série de reações químicas em que as substâncias de uma reação são consumidas na seguinte reação. Há muitas cascatas bioquímicas importantes na bioquímica, incluindo cascatas enzimáticas, como a cascata de coagulação e o sistema complementário.